# Hersin-Coupigny
Hersin-Coupigny és un municipi francès situat al departament del Pas de Calais i a la regió dels Alts de França. L'any 2007 tenia 6.310 habitants.

## Demografia

### Població
El 2007 la població de fet de Hersin-Coupigny era de 6.310 persones. Hi havia 2.398 famílies de les quals 662 eren unipersonals (251 homes vivint sols i 411 dones vivint soles), 611 parelles sense fills, 890 parelles amb fills i 235 famílies monoparentals amb fills.
La població ha evolucionat segons el següent gràfic:
Habitants censats

### Habitatges
El 2007 hi havia 2.533 habitatges, 2.448 eren l'habitatge principal de la família, 10 eren segones residències i 75 estaven desocupats. 2.437 eren cases i 88 eren apartaments. Dels 2.448 habitatges principals, 1.158 estaven ocupats pels seus propietaris, 1.160 estaven llogats i ocupats pels llogaters i 131 estaven cedits a títol gratuït; 10 tenien una cambra, 144 en tenien dues, 316 en tenien tres, 790 en tenien quatre i 1.188 en tenien cinc o més. 1.752 habitatges disposaven pel capbaix d'una plaça de pàrquing. A 1.162 habitatges hi havia un automòbil i a 732 n'hi havia dos o més.

### Piràmide de població
La piràmide de població per edats i sexe el 2009 era:
| Homes | Edats   | Dones |
| ----- | ------- | ----- |
| 5     | 95 o +  | 5     |
| 4     | 90 a 94 | 12    |
| 1     | 85 a 89 | 87    |
| 18    | 80 a 84 | 73    |
| 52    | 75 a 79 | 150   |
| 108   | 70 a 74 | 166   |
| 133   | 65 a 69 | 203   |
| 150   | 60 a 64 | 203   |
| 123   | 55 a 59 | 163   |
| 175   | 50 a 54 | 174   |
| 235   | 45 a 49 | 235   |
| 267   | 40 a 44 | 200   |
| 237   | 35 a 39 | 221   |
| 207   | 30 a 34 | 226   |
| 207   | 25 a 29 | 216   |
| 242   | 20 a 24 | 165   |
| 289   | 15 a 19 | 285   |
| 229   | 10 a 14 | 203   |
| 184   | 5 a 9   | 271   |
| 179   | 0 a 4   | 164   |

## Economia
El 2007 la població en edat de treballar era de 4.039 persones, 2.535 eren actives i 1.504 eren inactives. De les 2.535 persones actives 2.068 estaven ocupades (1.276 homes i 792 dones) i 467 estaven aturades (242 homes i 225 dones). De les 1.504 persones inactives 307 estaven jubilades, 441 estaven estudiant i 756 estaven classificades com a «altres inactius».

### Ingressos
El 2009 a Hersin-Coupigny hi havia 2.460 unitats fiscals que integraven 6.322 persones, la mediana anual d'ingressos fiscals per persona era de 13.656 €.

### Activitats econòmiques
Dels 132 establiments que hi havia el 2007, 4 eren d'empreses extractives, 7 d'empreses alimentàries, 2 d'empreses de fabricació d'altres productes industrials, 19 d'empreses de construcció, 37 d'empreses de comerç i reparació d'automòbils, 2 d'empreses de transport, 7 d'empreses d'hostatgeria i restauració, 2 d'empreses d'informació i comunicació, 3 d'empreses financeres, 6 d'empreses immobiliàries, 11 d'empreses de serveis, 16 d'entitats de l'administració pública i 16 d'empreses classificades com a «altres activitats de serveis».
Dels 39 establiments de servei als particulars que hi havia el 2009, 1 era una oficina d'administració d'Hisenda pública, 1 gendarmeria, 1 oficina de correu, 1 una oficina bancària, 2 funeràries, 2 tallers de reparació d'automòbils i de material agrícola, 2 autoescoles, 3 guixaires pintors, 3 fusteries, 3 lampisteries, 4 electricistes, 2 empreses de construcció, 7 perruqueries, 3 restaurants, 1 agència immobiliària i 3 salons de bellesa.
Dels 19 establiments comercials que hi havia el 2009, 3 eren supermercats, 5 fleques, 3 carnisseries, 3 botigues de roba, 1 una botiga de roba, 1 una botiga d'equipament de la llar i 3 floristeries.
L'any 2000 a Hersin-Coupigny hi havia 14 explotacions agrícoles.

## Equipaments sanitaris i escolars
El 2009 hi havia 1 centre de salut i 4 farmàcies.
El 2009 hi havia 4 escoles maternals i 3 escoles elementals. Hersin-Coupigny disposava d'un col·legi d'educació secundària amb 289 alumnes.

## Poblacions més properes
El següent diagrama mostra les poblacions més properes.